# Poeciloflata viridana
Poeciloflata viridana är en insektsart som först beskrevs av Donovan 1805.  Poeciloflata viridana ingår i släktet Poeciloflata och familjen Flatidae. Utöver nominatformen finns också underarten P. v. luteofasciata.